# 강선명
강선명(姜善明, 1905년 10월 3일~1981년 1월 12일)은 대한민국의 정치인으로 제헌 국회의원을 지냈다.

## 약력
- 전라남도 목포 출생이다.
- 일본 고베고등학교(神戸高)를 졸업하였다.
- 상공회의소회장, 주택공사감사역을 역임하였다.
- 1948년 5월 10일 :  제헌 국회의원(전남 목포) 낙선
- 1949년 1월 13일 : 제헌 국회의원(전남 목포) 보궐

## 역대 선거 결과
|  | 24.27% |

|  | 50.26% |

|  | 20.35% |

|  | 17.41% |

|  | 8.36% |